# Steinhaufen (Taunus)
Der Steinhaufen ist ein 530,5 m ü. NHN bewaldeter Hügel im Taunus. Er liegt im Norden des Gebiets der hessischen Landeshauptstadt Wiesbaden 600 m östlich des Passes namens Platte.

## Geographie

### Lage
Der Steinhaufen erhebt sich im Naturpark Rhein-Taunus. Sein Gipfel liegt auf dem Taunushauptkamm im Nordosten des Wiesbadener Ortsbezirks Nordost. Unmittelbar nördlich des Gipfels liegt die Grenze zu Taunusstein. Auf einem südlich vorgelagerten Nebengipfel liegt die Wallanlage Würzburg.
Nordöstlicher Nachbar auf dem Taunushauptkamm ist die Hohe Kanzel (591,8 m), auf einem Nebenkamm liegt östlich die Rassel (539,4 m). 
Am Nordhang des Steinhaufens entspringt der Schwarzbach, dessen Oberlauf zum Naturschutzgebiet Silberbach, Schwarzbach und Fürstenwiese bei Wehen gehört. Er entwässert über Aar und Lahn in den Rhein. Südwestlich des Steinhaufen entspringt ein ebenfalls Schwarzbach genannte Wasserlauf, der durch das Naherholungsgebiet Rabengrund von Wiesbaden fließt. Südöstlich des Steinhaufens entspringen mehrere Bäche, die über Goldsteinbach und Rambach Richtung Wiesbadener Innenstadt fließen, wo Rambach und Schwarzbach über den Salzbach in den Rhein entwässern.

### Naturräumliche Zuordnung
Der Steinhaufen gehört in der naturräumlichen Haupteinheitengruppe Taunus (Nr. 30) und in der Haupteinheit Hoher Taunus (301) zur Untereinheit Wiesbadener Hochtaunus (301.2).

## Verkehrsanbindung
In Gipfelnähe befindet sich ein Aussichtspunkt mit Blick über die südlich gelegene Rhein-Main-Niederung und die Stadt Wiesbaden. Dort führen der Wiesbadener Höhenweg sowie die Wanderwege Schnepfe und Schmetterling vorbei. Unterhalb des Aussichtspunkts befindet sich ein aufgegebener Steinbruch. Darunter verläuft der Herzogsweg, über den der Europäische Fernwanderweg E3, der Hessische Radfernweg R6, der Saar-Schlesien-Weg, der Jubiläums-Rundweg um Wiesbaden und der Taunushöhenweg führen. Nördlich des Gipfels verläuft der Trompeterweg, über den wiederum der R6 sowie der Rheinhöhenweg führen.